# Dyckia trichostachya
Dyckia trichostachya är en gräsväxtart som beskrevs av John Gilbert Baker. Dyckia trichostachya ingår i släktet Dyckia och familjen Bromeliaceae. Inga underarter finns listade i Catalogue of Life.